# Aldozy
Aldozy lub aldehydocukry, cukry aldehydowe – cukry proste, w których cząsteczkach występuje grupa aldehydowa, w przeciwieństwie do ketoz, w których występuje grupa ketonowa. Ich ogólny wzór sumaryczny to CnH2nOn (gdzie n≥3).
Wzory aldoz zapisywane są w formie cyklicznej lub łańcuchowej, np. CH2OH–(CHOH)n−2–CHO, co niekoniecznie odzwierciedla ich rzeczywistą strukturę (np. krystaliczna glukoza ma formę w pełni cykliczną, a w roztworze występuje pewna ilość formy łańcuchowej).
Nazwy podgrup aldoz są tworzone przez dodanie przedrostka liczebnikowego związanego z liczbą atomów węgla występujących w cząsteczce cukru. Np. aldoheksoza zawiera sześć atomów węgla, a aldopentoza pięć. W naturze nie znaleziono wolnych trioz ani tetroz, natomiast wiele pentoz i heksoz odgrywa kluczowe role w procesach życiowych (np. ryboza i glukoza).

## Zestawienie aldoz
| Triozy (aldotriozy)   | Aldehyd glicerynowy | Aldehyd glicerynowy | Aldehyd glicerynowy | Aldehyd glicerynowy |              |
| Tetrozy (aldotetrozy) | Erytroza            | Erytroza            | Treoza              | Treoza              |              |
| Pentozy (aldopentozy) | Arabinoza           | Ksyloza             | Liksoza             | Ryboza              | Deoksyryboza |
| Heksozy (aldoheksozy) | Alloza              | Altroza             | Galaktoza           | Glukoza             |              |
| Heksozy (aldoheksozy) | Guloza              | Idoza               | Mannoza             | Taloza              |              |

## Reakcje charakterystyczne
- redukują amoniakalny roztwór azotanu srebra(I) do metalicznego srebra (próba Tollensa) i związki miedzi(II) do czerwonego tlenku miedzi(I) (odczynnik Benedicta, odczynnik Fehlinga)
- reakcja utlenienia wodą bromową (odbarwienie wody bromowej)

W reakcjach tych grupa aldehydowa utlenia się do grupy karboksylowej, a produktami są kwasy aldonowe.